# Antje Middeldorf Kosegarten
Antje Middeldorf Kosegarten, geborene Antje Kosegarten (* 4. August 1931 in Manhagen, Kreis Oldenburg in Holstein; † 25. Dezember 2022 in Göttingen) war eine deutsche Kunsthistorikerin.

## Leben
Antje Kosegarten, Tochter eines Landwirts, legte ihr Abitur 1951 an der Ernestinenschule in Lübeck ab. Ab dem Sommersemester 1952 studierte sie Kunstgeschichte an der Albert-Ludwigs-Universität Freiburg, der Ludwig-Maximilians-Universität München und der Universität Wien. 1960 erfolgte ihre Promotion in Freiburg bei Kurt Bauch. Von 1963 bis 1965 war sie als wissenschaftliche Assistentin am deutschen Kunsthistorischen Institut in Florenz tätig. 1979 wurde sie an der Technischen Universität Berlin habilitiert. Von 1985 bis zu ihrem Ruhestand lehrte sie als Professorin an der Georg-August-Universität Göttingen.

## Publikationen (Auswahl)
- Plastik am Wiener Stephansdom unter Rudolf dem Stifter. Dissertation Universität Freiburg 1960.
- mit Peter Tigler (Hrsg.): Festschrift für Ulrich Middeldorf. De Gruyter, Berlin 1968.
- Identifizierung eines Grabmals von Nicola Pisano. Zur Genese des Reliefsarkophags in der Toskana. In: Mitteilungen des Kunsthistorischen Institutes in Florenz. Band 22, 1978, S. 119–146.
- Sienesische Bildhauer am Duomo Vecchio. Studien zur Skulptur in Siena 1250–1330. Bruckmann, München 1984, ISBN 3-7654-1917-6 (Habilitationsschrift).
- Die Domfassade in Orvieto. Studien zur Architektur und Skulptur 1290–1330. Deutscher Kunstverlag, München 1996, ISBN 3-422-06176-2.
- (Hrsg.): Johann Dominicus Fiorillo: Kunstgeschichte und die romantische Bewegung um 1800. Akten des Kolloquiums „Johann Dominicus Fiorillo und die Anfänge der Kunstgeschichte in Göttingen“ am Kunsthistorischen Seminar und der Kunstsammlung der Universität Göttingen vom 11.–13. November 1994. Wallstein Verlag, Göttingen 1997, ISBN 3-89244-267-3.